# Ecnomus oriomo
Ecnomus oriomo là một loài Trichoptera trong họ Ecnomidae. Chúng phân bố ở miền Australasia.